# Українське товариство дружби і культурного зв'язку з зарубіжними країнами
Українське Товариство Дружби і Культурного Зв'язку з зарубіжними країнами (УТД), створене 1959 на базі Українського товариства зв'язку з закордоном (1926-1959), за статутом, об'єднання установ, підприємств, мистецьких груп й окремих діячів УРСР з метою популяризації культури різних народів в Україні й українців за кордоном.

## Історія діяльності
УТД скеровує діяльність республіканських, обласних і міських відділів товариств дружби (рад.-поль., рад.франц., рад.-кан. й ін.). Воно влаштовує дні УРСР у різних країнах, дні окремих міст УРСР у містах за кордоном; (дні Одеси в Ґенуї, Києва у Флоренції тощо), утримує зв'язки з прорадянськими організаціями типу Ліги американських українців, Товариства об'єднаних українців канадців, з музеєм М. Колянківського в Ніагара Фолс у Канаді; сприяє у встановленні зв'язків між університетами УРСР й університетами інших країн. УТД є речником політики уряду СРСР і УРСР за кордоном, його головне завдання — прорадянська пропаганда, гуртування прихильних до СРСР організацій та осіб тощо. УТД є колективним членом Союзу радянських товариств дружби і культурного зв'язку із зарубіжними країнами СРСР, який контролює УТД і "вважає його своїм республіканським відділом. Тому зв'язок УТД з іноземцями здійснюється здебільшого у рамках загально-союзних делегацій. УТД видає разом зі Спілкою Письменників України місячник «Всесвіт».
У 1992 році держава припинила фінансування товариства.

## Керівники товариства
- Вітик Семен Гнатович (1929-1931), секретар
- Мазуренко Юрій Петрович (1930-1931)
- Величко Лев Ісайович (1931-1933)
- Палладін Олександр Володимирович (1945),
- Полторацький Олексій Іванович (1945-1946),
- Скачко Микола Артемович (1946-1949),
- Кундюба Іван Дмитрович (1949-1951),
- Кизя Лука Єгорович (1951-1956),
- Литвин Костянтин Захарович (1956-1963),
- Колосова Катерина Антонівна (1963-1967),
- Дмитрук Віра Максимівна (1968-1972),
- Шевченко Валентина Семенівна (1972-1975),
- Орлик Марія Андріївна (1975-1978),
- Оснач Василь Павлович (1978-1992).